# Rhaetulus crenatus speciosus
Rhaetulus crenatus speciosus es una subespecie de coleóptero de la familia Lucanidae.

## Distribución geográfica
Habita en Tailandia.